# Blauaugenmaki

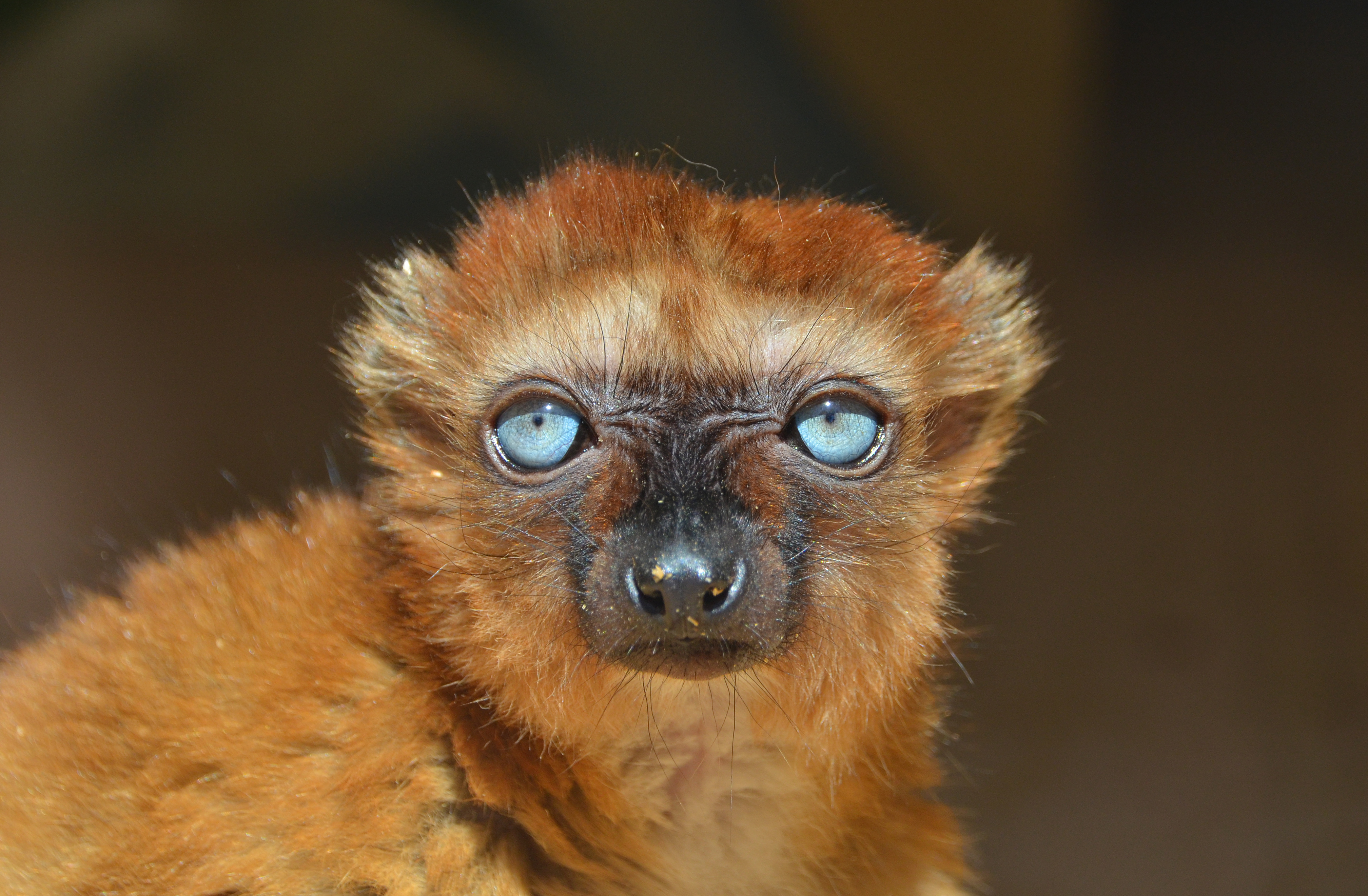
Weibchen

Der Blauaugenmaki (Eulemur flavifrons), auch Sclaters Maki (nach dem britischen Zoologen Philip Lutley Sclater) oder Türkisaugenmaki genannt, ist eine Primatenart aus der Familie der Gewöhnlichen Makis (Lemuridae) innerhalb der Lemuren (Lemuriformes). Früher galt er als Unterart des Mohrenmakis (als Eulemur macaco flavifrons), 2008 wurde ihm der Status einer eigenständigen Art verliehen.

## Merkmale
Blauaugenmakis erreichen eine Kopfrumpflänge von 39 bis 45 Zentimetern, der lange, buschige Schwanz misst 51 bis 65 Zentimeter, und ihr Gewicht beträgt etwa 1,8 Kilogramm. Die Geschlechter weisen wie beim Mohrenmaki einen deutlichen Geschlechtsdichromatismus auf, sind also sehr unterschiedlich gefärbt. Die Männchen sind durchgehend schwarz gefärbt, manchmal mit einem dunkelbraunen Schimmer. Sie haben einen charakteristischen kurzen Haarschopf auf der Oberseite des Kopfes, im Gegensatz zu den Mohrenmakis ist ihr Fell kürzer, weicher und die Ohrbüschel fehlen. Die Weibchen sind an der Oberseite rotbraun bis rotgrau gefärbt, die Unterseite ist weißgrau, die Hände und die Füße sind dunkelgrau. Die Oberseite des Kopfes ist rot, das Gesicht und die Schnauze sind grau oder braun. Im Gegensatz zu den weiblichen Mohrenmakis sind sie generell heller und die weißen Ohrbüschel fehlen. Namensgebendes Merkmal sind die blauen oder blaugrauen Augen. Unter den Primaten kommt diese Augenfarbe sonst nur noch beim Menschen vor.

## Verbreitung und Lebensraum
Blauaugenmakis bewohnen ein kleines Gebiet im Nordwesten der Insel Madagaskar, wo sie auf der Halbinsel Sahamalaza und den angrenzenden Festlandregionen vorkommen. Es gibt eine kleine Region, in der der Blauaugenmaki mit dem Mohrenmaki hybridisiert. Lebensraum dieser Art ist die Übergangszone zwischen den feuchten Wäldern im Norden und den trockenen Laubwäldern im Süden. Diese Primaten sind relativ anpassungsfähig und können auch in Sekundärwäldern und sogar in Plantagen vorkommen.

## Lebensweise
Über die Lebensweise dieser Tiere ist relativ wenig bekannt. Sie halten sich meist auf den Bäumen auf und sind kathemeral, das heißt, sie haben keinen ausgeprägten Tag-Nacht-Rhythmus. Der Grad ihrer Nachtaktivität hängt mit dem Mondstand zusammen, bei hellem Mond sind sie aktiver. Sie leben in Gruppen von fünf bis sieben Tieren, die von einem dominanten Weibchen angeführt werden.
Ihre Nahrung besteht vorwiegend aus reifen Früchten und Blättern, daneben nehmen sie auch Insekten, Baumsäfte, Blüten, Pilze und gelegentlich kleine Wirbeltiere zu sich.
Nach rund 125-tägiger Tragzeit bringt das Weibchen zwischen August und Oktober meist ein einzelnes Jungtier zur Welt.

## Bedrohung und Schutz
Nachdem er jahrzehntelang verschollen war, wurde der Blauaugenmaki erst 1983 von französischen Wissenschaftlern wiederentdeckt. Zu den Hauptbedrohungen dieser Art zählen die Zerstörung ihres Lebensraums durch Abholzung und Wanderfeldbau sowie die Bejagung. Ihr Verbreitungsgebiet umfasst weniger als 3000 km² und ist stark zersplittert. Auf der Roten Liste gefährdeter Arten der IUCN wird die Art als „vom Aussterben bedroht“ (critically endangered) gelistet.
Die Zoos von Mulhouse, Köln und Saarbrücken haben zusammen mit der Universität Straßburg eine Initiative, die Association Européenne pour l’Etude et la Conservation des Lémuriens (AEECL), gegründet, die sich dem Schutz dieser Lemuren widmet. Auf der Halbinsel Sahamalaza wurde ein entsprechendes Schutzgebiet eingerichtet, das von der AEECL wissenschaftlich betreut wird. Im Rahmen dieser Initiative führen Wissenschaftler des Kölner Zoos Ernährungs- und Parasitenstudien durch. Sie haben eine Station aufgebaut, die langfristig zu Forschungszwecken genutzt werden soll.
Neben den Schutzmaßnahmen vor Ort gibt es auch kleine Bestände, die in zoologischen Gärten gehalten werden. Derzeit umfassen diese Bestände rund 55 Tiere, davon knapp 30 in Europa (Stand März 2009). Das Europäische Erhaltungszuchtprogramm wird vom Zoo Mulhouse koordiniert.
In deutschen Zoos gibt es aktuell zwei Haltungen im Tierpark Berlin und im Kölner Zoo.